# Piotr Nicolaevici Lomnovski
Piotr Nicolaevici Lomnovski (în rusă Пётр Николаевич Ломновский) (n. 1871 – d. 2 martie 1956) a fost unul dintre generalii Armatei Țariste Ruse din Primul Război Mondial.
A îndeplinit funcția de comandant al Corpului 8 Armată rus în campania acesteia din România, având gradul de general-locotenent.:p. 181 